# Animax
Animax（日語：アニマックス）為Nojima集團旗下專門播放動畫的電視頻道。日本Animax是由索尼影業與東映動畫、日昇動畫（現：萬代南夢宮影像製作）、KYOKUICHI（現：TMS娛樂）及NAS（Nihon Animation Development Systems）合資成立，公司全名（Animax Broadcast Japan Inc.），1998年7月1日於SKY PerfecTV!啟播。
另外，Animax也是日本以外地區第一個全日24小時放送的動畫專屬頻道（日本地區首個動畫專屬頻道為Kids Station），海外經營由美國索尼影業所屬索尼影视电视（SPT）統籌，實質上與日本Animax並無直接關聯。
2017年2月23日，日本索尼影業與三井物產共同宣布於同年3月31日設立「株式会社AK Holdings」（AK Holdings Corporation）、簡稱AKH，前者持有過半股份，將各自的Animax、Kids Station納入該控股公司旗下管理，由索尼影業也是Animax社長瀧山正夫兼任AKH及Kids Station社長。
2024年4月1日，連鎖電器零售商Nojima集團旗下子公司AXN所屬的AK娛樂，其子公司AK媒體，收購原來主要股東，日本索尼影業以及東映動畫、TMS娛樂、萬代南夢宮影像製作、日本AD SYSTEMS等多家影視媒體企業所持有的股份。這項交易使得Animax成為Nojima集團的一員。曾於2021年卸任社長的滝山正夫重回Animax擔任會長一職。同年6月又再次出任代表取締役社長。集團創辦人野島廣司的長子野島亮司，則擔任公司的代表取締役CEO。同年7月19日，AK Holdings被其母公司AK Entertainment吸收合併，相關管理業務由AK Entertainment接手。

## 公司設立
| LOGO | 使用期間                    | 備註                                                                                   |
| ---- | --------------------------- | -------------------------------------------------------------------------------------- |
|      | 1998年7月1日－2006年9月30日 | 第一代                                                                                 |
|      |                             | 早期頻道識別片假名轉換英文畫面，雖有註冊樣式但罕見                                     |
|      | 2006年10月1日－             | 第二代，日本現採官網標誌改版並行策略，海外目前僅英國未替換                             |
|      | 2010年5月3日起              | 部份海外Animax陸續更換台徽的基本樣式，但後來恢復第二代樣式，最終德國於2016年7月1日改版 |

東映動畫跟富士電視台在1997年有意設立衛星動畫放送局，並聯絡旭通廣告。富士跟索尼皆出資參與JSkyB株式會社取得衛星電視平台，當時旭通旗下製作人也是NAS社員片岡義朗奔走撰寫意向書，日昇動畫、TMS娛樂亦加入，富士方面牽線找來索尼投資持股66%其餘四家動畫公司則是34%，解決相關動畫業者所擔心的資金問題。公司於1998年5月20日成立，總部設在東京都港區，由瀧山正夫擔任總裁。

## 國際擴展

### 亞太地區
台灣超級電視台曾在索尼影業入主時代引進帶狀動畫節目《Animax》，亦用Animax標識。
2004年1月，索尼影業與Animax共同宣佈，在總部位於新加坡之SPE Networks-Asia Pte. Ltd.（亦為AXN Asia之營運所在）成立Animax Asia頻道，並針對語言與市場差異設立兩分台：Animax Taiwan（部份動畫提供國語配音）與Animax Hong Kong（部份動畫提供粵語配音），為台灣、香港、澳門以及東南亞等地約九千四百萬動畫迷提供全日動畫廣播。2004年7月，Animax Asia再成立 Animax South Asia（後改名為Animax India），為南亞地區包括印度、巴基斯坦等地提供二十四小時動畫放送。Animax Asia與旗下各區域頻道在亞洲的收視戶大約有一千七百萬個收視戶。
2006年4月29日啟播Animax韓國頻道，為韓國的動畫迷提供全日亞洲動畫廣播服務；2006年8月31日在馬來西亞提供服務。Animax也播放日本動畫以外、亞洲各國製作的高素質動畫，例如神鵰俠侶（第二輯）、時空冒險記等。
在2007年6月，Animax Mobile正式於澳洲3 Mobile推出3G行動電話手機頻道。
2007年8月1日，香港無綫收費電視因業務理由停止播放Animax，使香港播放Animax的有線電視系統商數目減至三個。Animax於無綫收費電視停播前所使用的頻道為第50頻道。隨後於2009年4月1日，Animax連同AXN、AXN Beyond(現稱betv)及索尼娛樂台(現稱索尼台)等由索尼娛樂亞洲經營的頻道重新於無綫收費電視播放，但使用的頻道則改至第24頻道。2013年頻道重編之後改為第33頻道，直至2016年7月1日，加盟TVB OTT平台myTV SUPER,編號為第504頻道。
2014年4月1日，香港寬頻bbTV停止播放Animax，使香港播放Animax的有線電視系統商數目減至三個，後因myTV SUPER啟播變回4個, 後因隨著無綫網絡電視停止服務而再度變回3個。
2015年1月20日，台灣中華電信MOD開台AnimaxHD（页面存档备份，存于）高畫質頻道，採用1080i視訊格式播放，為Animax Asia於亞太地區第一個高畫質頻道。
2020年1月索尼電視娛樂亞洲區旗下的業務包括AXN、Animax等頻道出售給KC Global Media Asia。
2020年4月1日，香港有線電視停止播放Animax，使香港播放Animax的有線電視系統商數目減至兩個。

### 拉丁美洲
2005年7月，Animax拉丁美洲頻道在墨西哥、阿根廷等地提供日本動畫廣播服務，取代了原在拉丁美洲、被索尼收購的Locomotion頻道。2011年5月1日Animax拉丁美洲頻道改為「Sony Spin」，現已不再播放動畫節目。

### 歐洲
2007年4月，SPTI宣佈Animax正式揮軍歐洲，先由於中歐之捷克、匈牙利、羅馬尼亞、斯洛伐克等國家，由先前合併之A+動畫電視網路正式改名Animax，並於2007年6月5日於德國開播，索尼計畫繼續在英國、法國、義大利、西班牙等地正式開始播出，此舉為Animax正式大規模進入歐洲。
2007年10月，Animax作為AXN的部份頻道時段於西班牙、葡萄牙登場。2008年4月12日，Animax正式於這兩個國家成立新頻道，透過付費寬頻數位電視的方式，提供全天候的頻道節目廣播。
另外，Animax原本預定2008年1月於波蘭開播，同其姊妹頻道AXN由HBO Poland代理，不過一再延宕而胎死腹中。2013年10月25日，以隨選視訊方式在英國播放。
截至2014年10月，僅存德國和英國的Animax仍在運作。捷克、匈牙利、羅馬尼亞、斯洛伐克則已改納入AXN旗下。
2016年7月1日，Animax德国频道停播。

### 非洲
2007年10月，Animax正式透過DStv直播衛星服務於南非、納米比亞、辛巴威、波札那、尚比亞、莫三比克與賴索托提供廣播服務。現已被「Sony Max」取代。

### 北美
迄今，Animax已贊助北美洲許多的動漫活動。2007年7月，Animax於加拿大Bell Mobility推出行動電話專屬頻道「Animax Mobile」。索尼影業旗下美國視訊網站Crackle.com曾於2010年3月30日宣佈以「ANIMAX Collection」名義播放；2012年1月17日再次宣佈提供平板電腦、行動上網、OTT（Over-the-top）收看的服務，回復第二代Logo再出發、瞄準北美市場；但約2013年底又將Animax移除。

## 電視之外
除現時利用電視機收看Animax外，Animax正計劃增加播放媒體。2007年2月，Animax日本官方宣布會率先推出Animax行動電話頻道（俗稱Animax Mobile），日本3G流動電話用戶從同年4月開始只須訂閱MOBAHO!便可隨時隨地欣賞Animax日本頻道節目。
Animax 亦在2007年6月於澳洲之3 Mobile及在同年7月於加拿大之Bell Mobility推出「Animax Mobile」行動專屬頻道。現時，提供Animax Mobile的地區有日本、澳洲、加拿大、香港與台灣。

## 宣傳活動
為了令播放當地的收視戶更能認識Animax頻道，頻道不定期舉辦不同類型的活動。

### 日本
- 從2002年開始設立Animax動畫大獎活動。
- 2009年5月9日，於東京舉辦「ANIMAX MUSIC LINK TO THE WORLD」的動畫演唱會。

## A+
A+為Animax匈牙利頻道的前身，於2004年12月4日在匈牙利，捷克，羅馬尼亞及斯洛文尼亞播放動畫節目，時間為當地時間每日晚上八時至凌晨兩時。2006年10月被索尼影業收購，並於2007年4月11日轉型為Animax歐洲頻道。
由於A+的頻道與另外的頻道分享時段，故此Animax歐洲頻道成立時，仍依舊使用A+的時段。

## 節目型態
頻道以廿四小時全日播放日本動畫及動畫資訊為主，更於2007年更播放動畫以外的節目，以開拓更多觀眾收看Animax。例如在2006年年尾播放世界電子遊戲競技大賽意大利總決賽特輯。
2007年3月，香港與東南亞地區更引入了由田森及堂真理子主持的朝日電視台長壽音樂節目Music Station等。

### 節目區塊
以下所有區塊只適用於現時的日本頻道。
- 六時半藏

於逢星期一至五晚六時三十分至七時正，播放適合兒童收看的動畫。
- 動畫大世界（日語：MEGA ZONE OOO；OOO為MON、TUE、WED、THU及FRI的縮寫）

於逢星期一至五晚十時至十時三十分播放週刊少年Jump及週刊少年Sunday連載漫畫的動畫，及於晚上十時三十分至十一時三十分播放Animax原創，或深夜動畫。
- 歡樂星期日

於星期日早上七時至九時三十分播放親子動畫的時段。
- 大星期日

於星期日晚九時至十一時播放電影動畫或OVA的時段。此時段曾經命名為星期日精選（日語：サンスペ～SUNDAY SPECIAL～），於中午十二時至下午二時播映。
以下所有區塊於2006年6月1日開始已全不適用，此部份所列出的為日本及亞洲頻道於2006年5月31日前所使用的節目區塊，此外台灣由於有限制級鎖碼政策，某些節目區塊不適用。
- 可愛動畫（英語：Kids Hour）

此節目區塊的動畫專為7-14歲兒童而設。故事以有趣且富教育意義為題材。在2004年11月，此節目區塊更名為小學堂（英語：Fun Fun Hour）。
- 少女動畫特區（英語：Sweet Tea）

日本Animax節目區塊，以播放少女動畫為主的時段。
- 少年動畫特區（英語：Youth Hour）

此節目區塊的動畫專為15歲以上的青少年而設，故事以科幻動畫、體育動畫以及其他人氣動畫為主。此節目區已於2004年11月廢除。日本Animax並無此區塊。
- 動畫大世界（英語：Megazone）

此節目區塊以播放超人氣動畫為主。除日本Animax外，更會播放於其他電視台從未播放過的動畫。
- 超能動畫（又稱超飆動畫，英語：Super Maniax）

動畫通常列為家長指引類別。以播放日本深夜動畫為主的時段。南亞與台灣Animax並沒有此節目區塊。
- 假日動畫劇場（英語：Weekend Anime）

於週末及週日播放電視動畫及OVA為主的節目區塊，日本Animax並沒有此節目區塊。除南亞Animax外，此節目區塊已於2004年11月廢除。
- 深夜俱樂部（英語：Midnight Club）

以播放成人動畫為主的節目區塊，動畫通常被列為成人節目類別。此節目區塊於2004年11月成立。南亞Animax並沒有此節目區塊。
- 歡樂星期日（英語：HappySundays）

日本Animax節目區塊，播放適合兒童觀看的OVA及劇場版動畫。
- 大星期日（英語：Big Sundays）

日本Animax節目區塊，播放適合成人觀看的OVA及劇場版動畫。自2005年8月開始，本區塊於香港及亞洲頻道推出，而於該兩個頻道播放的節目則為日本最新及超人氣的動畫為主。
- 動畫劇場（香港及亞洲）/ 動漫大劇場（台灣）（英語：Anime Theater）

於2005年8月重新推出的節目區塊，為亞洲、香港、南亞及台灣播放OVA及劇場版動畫。此區塊曾於2004年時試行。
- 少女力量（英語：Girl Power）

2005年9月Animax亞洲新推出的節目區塊，播放以少女為主角的動畫。
- 少年行（英語：Shonen Walker（香港、亞洲）/ Teen-edge（南亞））

2005年9月Animax亞洲新推出的節目區塊，播放少年最喜愛的動畫題材，如科幻、體育等動畫。
- 阿尼萬利亞（英語：Animania）

原屬於AXN亞洲頻道的節目區塊，播放最暢銷漫畫改編的動畫、較冷門的動畫題材和重播於AXN播放過的動畫。
- 絕對爆笑（英語：Absolute Laughter）

2005年9月Animax亞洲（但不包括香港及台灣）新推出的節目區塊，播放逗笑動畫為主的節目區塊。

### 香港節目區塊
- 週一科幻夜

於星期一晚上10時播映的動畫，曾播映玻璃艦隊、命運守護夜、曙光少女及奔向地球。
- 週二大激鬥

於星期二晚上10時播映的動畫，曾播映少年陰陽師、鬼眼狂刀 及黑之契約者。
- 週三浪漫夜

於星期三晚上10時播映的動畫，曾播映金色琴弦、REC及天堂之吻。
- 週四動起來

於星期四晚上10時播映的動畫，曾播映王牌投手 振臂高揮、冰上萬花筒及飛輪少年。
- 週五怪誕夜

於星期五晚上10時播映的動畫，曾播映×××HOLiC及地獄少女。
上述節目區塊於2009年1月5日起廢除。

## 海外形象
海外Animax於2006年6月1日改版，除更改台徽、版面風格外，亦引入更多宣揚創意工業的節目等。該台的觀眾對象為15至24歲的青少年和年青向的成年觀眾。除播放動畫外，全新的Animax亦大力宣傳知識產權的工作。

### 想像王國
短片想像王國（Imagine-Nation）是當時宣揚創意工業以及保護著作權的訪問節目。節目中會邀請名人、CEO等人士如動畫家Nockson Fong、STICKFAS創始人Bany J、新加坡歌手林俊傑（J. J. Lin）及印度首位一級方程式車手卡菲基因（Narain Karthikeyan）等講述他們著作權的己見。節目於廣告時段內播放。

### 形象角色
海外Animax當時亦引入形象角色來配合改版行動，計有BATTLE GIRL及SPY KID。Animax Asia於2014則推出由台灣動畫公司設計的吉祥物狸貓「OO-Kun」。

## 動畫作品
Animax的節目製作部在近年自行或協助製作了多套動畫作品，以下列舉為Animax自行製作及參與、協助製作的作品，包括美國加工的美國版動畫。

### 參與製作作品
- 空戰88區
- 戀愛小魔女
- 愛你寶貝 又譯 型仔湊女記
- 野驁射手 又譯 踢出我天地、飆悍射將
- 神樣家族
- 哨聲響起 又譯 足球夢

### 協助製作作品
- 原子小金剛
- 地獄少女
- 吟遊默示錄
- 銀牙傳說WEED

### 自行製作作品
- 禁錮天使 又譯 LaMB無聲天使

### Animax動畫大獎
Animax Awards，中文官方譯名為Animax動畫大賞，於2002年開始成立，成立目的是為了招募更多動畫創作人才，提供動畫迷一個創作靈感的機會。每一年得獎的動畫作品將會由Animax夥拍日本知名的動畫公司共同製作一集約30分鐘的動畫節目，並安排於Animax播放。自2007年開始，Animax動畫大獎更推廣至亞洲地區，亞洲地區的動畫迷可從此活動參與製作動畫的工作。

#### 歷年得獎動畫
由於首五屆的參賽作品及主題沒有其官方中文名稱，有關內容會以英文列出，敬請留意。
- 2002年：Super Bear（谷 大將）

製作單位：東映動畫、Animax
主題：Action Hero
- 2003年：Azusa Will Help!（川邊 優子）

製作單位：TMS、Animax
主題：Sports Spirit in the 21st Century
- 2004年：I Only Want Happiness（宮崎 麻耶）

製作單位：Sunrise、Animax
主題：Robots
- 2005年：Lily and Frog and (Little Brother)（吉成 郁子）

製作單位：東映動畫、Animax
主題：Adventure Action
- 2006年：Yumedamaya Kidan（月野あかり）

製作單位：Production IG、Animax
主題：A Story you Wish to be Animated
- 2007年：高嶺的單車（

製作單位：A1 Pictures、Animax
主題：A Story I Wish to be Animated
- 2008年：書家（

製作單位：Production IG、Animax
主題：Action

## 外部連結
- Animax全球網站（页面存档备份，存于） （英文）
- Animax日本（页面存档备份，存于） （日語）
  - Animax 日本的Facebook專頁 （日語）
- Animax亞洲（页面存档备份，存于） （英文）
  - Animax 亞洲的Facebook專頁 （英文）
- Animax台灣（页面存档备份，存于） （繁體中文）
  - Animax 台灣的Facebook專頁 （繁體中文）
- Animax韓國（页面存档备份，存于） 
  - Animax 韓國的Facebook專頁 
- Animax德國 （页面存档备份，存于）
  - Animax 德國的Facebook專頁 （德文）